# Micropsectra viridscutellata
Micropsectra viridscutellata är en tvåvingeart som beskrevs av Maurice Emile Marie Goetghebuer 1931. Micropsectra viridscutellata ingår i släktet Micropsectra och familjen fjädermyggor.
Artens utbredningsområde är Österrike. Inga underarter finns listade i Catalogue of Life.